# Władysław Komar
Władysław Komar (Kaunas, 11 de abril de 1940 - Przybiernów, 17 de agosto de 1998) foi um atleta campeão olímpico polonês, especializado no arremesso de peso.
Quarto colocado no Campeonato Europeu de Atletismo de 1962, teve sua primeira participação olímpica em Tóquio 1964, com um nono lugar. Sua primeira medalha num evento internacional veio em 1966, no Campeonato Europeu de Budapeste, onde ficou com o bronze. Em seus segundos Jogos Olímpicos, Cidade do México 1968, ficou na sexta posição, com um lançamento de 19,28 m. Seu grande momento na carreira foi em Munique 1972, onde ele surpreendentemente conquistou a medalha de ouro, arremessando o peso a 21,18 m em sua primeira tentativa, recorde olímpico e sua melhor marca pessoal. Komar venceu o norte-americano George Woods por apenas 1 cm de diferença.
Nos anos seguintes tonrou-se ator, chegando a fazer um pequeno papel no filme Piratas, de Roman Polansky, em 1986. Komar morreu aos 58 anos num acidente de automóvel em estrada perto da vila de Przybiernów, Polônia, em companhia do também campeão olímpico polonês do salto com vara em Montreal 1976, Tadeusz Ślusarski.